# Inca-pardo
O inca-pardo (Coeligena wilsoni) é uma espécie de beija-flor dos "brilhantes", tribo Heliantheini na subfamília Lesbiinae. Encontra-se na Colômbia e no Equador.

## Taxonomia e sistemática
O inca marrom e a maioria dos outros membros do gênero Coeligena já foram colocados no gênero Helianthea, mas estão em sua posição atual desde meados de 1900. O inca marrom, o inca bronzeado (C. coeligena) e o inca preto (C. prunellei) são espécies irmãs. O inca marrom é monotípico.

## Descrição

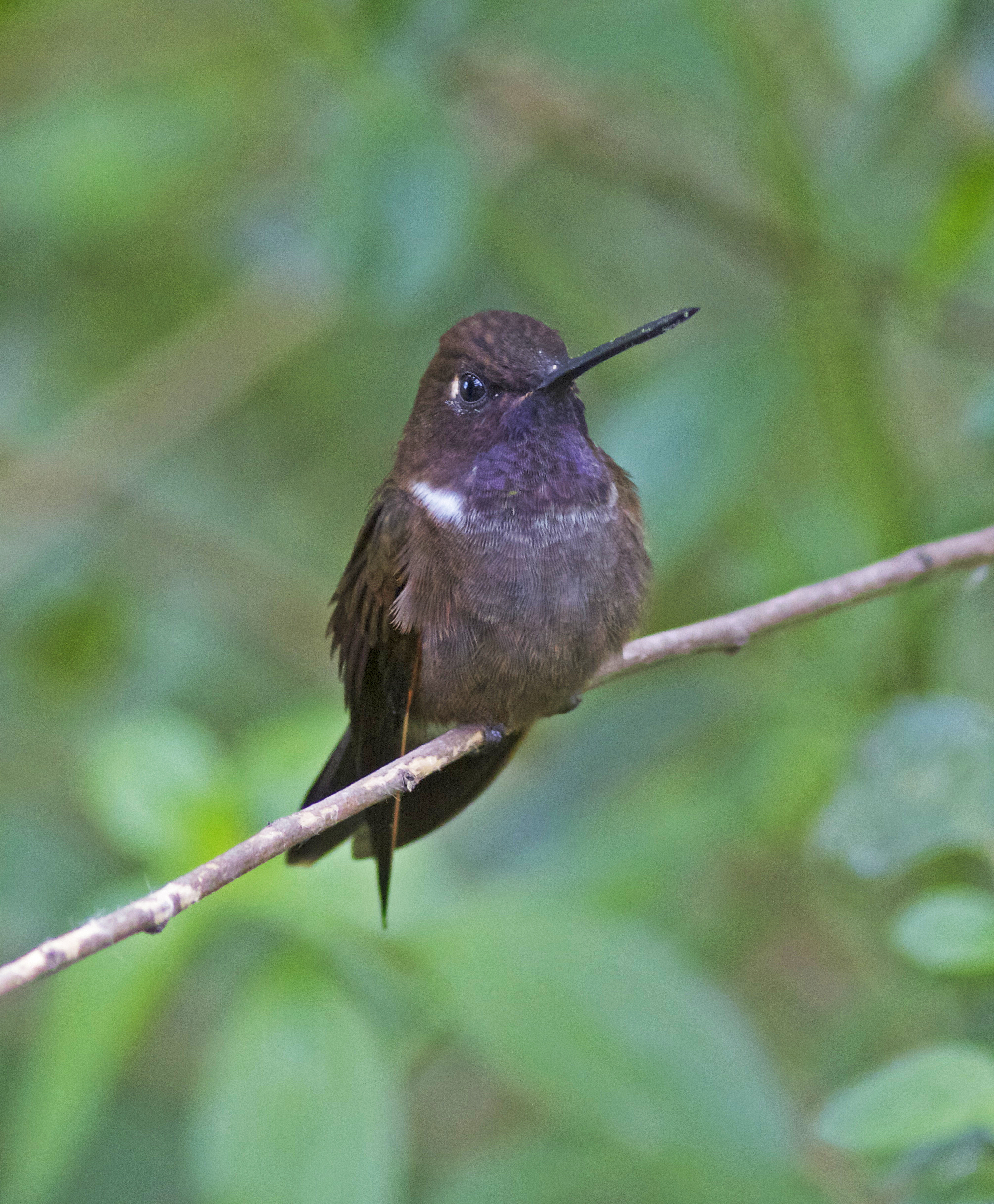
Brown inca no noroeste do Equador mostrando garganta de ametista

O inca marrom tem cerca 11 to 13 cm (4.3 to 5.1 in) longo. Os machos pesam cerca de 7.0 g (0.25 oz) e fêmeas cerca de 6.5 g (0.23 oz). Ambos os sexos têm um bico longo, reto e preto e uma mancha branca atrás do olho. As partes superiores dos machos adultos são de bronze avermelhado com uma parte inferior das costas verde-oliva e uma cauda bifurcada de bronze. Suas partes inferiores são principalmente marrom opaco com um gorjal de ametista e uma mancha branca em cada lado do peito. As fêmeas adultas são essencialmente iguais aos machos, mas com um bico mais longo, um gorget menor e uma cauda menos bifurcada. Os imaturos se assemelham à fêmea adulta.

## Distribuição e habitat
O inca marrom é encontrado na encosta do Pacífico dos Andes, desde o departamento de Chocó, na Colômbia, ao sul, passando pelo Equador, até a província de Loja. Ele habita mais comumente as bordas da floresta nublada e também é encontrado no interior da floresta. Em altitude geralmente varia de 700 to 1,900 m (2,300 to 6,200 ft). No entanto, é mais comum abaixo de 1,300 m (4,300 ft) e foi registrado tão alto quanto 2,400 m (7,900 ft).

## Comportamento

### Movimento
O inca marrom provavelmente faz alguns movimentos sazonais, mas há poucos dados disponíveis.

### Alimentando
O inca marrom forrageia o néctar por meio de armadilhas, visitando um circuito de uma grande variedade de plantas com flores no sub-bosque da floresta. Exemplos incluem os gêneros Psammisia, Macleania, Cavendishia e Fuchsia . Além de se alimentar de néctar, ele recolhe pequenos artrópodes da vegetação e às vezes os captura por falcoaria.

### Reprodução
A época de reprodução do inca marrom vai de janeiro a junho. Constrói um ninho de musgo e fibras vegetais, normalmente 2 to 3 m (6.6 to 9.8 ft) acima do solo em uma forquilha de uma pequena árvore. A fêmea sozinha incuba a ninhada de dois ovos por 15 a 16 dias; o desenvolvimento ocorre 22 a 26 dias após a eclosão.

### Vocalização
O que se acredita ser a música do inca marrom é "uma frase repetida que compreende três notas, 'tsip-tzreeew-tzrew'". Tem uma variedade de chamadas, como notas "tsit" e "tsi-tsit" e uma série "tsitsitsitsit…tsitsitsi...tsitsitsit...". Em vôo, ele emite "um chocalho curto 'trrr', twitters curtos... [e] um 'tzree...tzee...tzee...tzee' agudo."

## Status
A IUCN avaliou o inca marrom como sendo de menor preocupação, embora seu tamanho populacional seja desconhecido e acredita-se que esteja diminuindo. É considerado como incomum para localmente comum. Seu habitat está ameaçado pelo desmatamento e não se sabe se a espécie aceita paisagens alteradas pelo homem. Ocorre em várias áreas protegidas.